# مری الن وبر
مری الن وبر (به انگلیسی: Mary Ellen Weber) فضانورد اهل ایالات متحده آمریکا است که در ۱۹۶۲ میلادی در کلیولند، اوهایو زاده شد. وی در مأموریت اس‌تی‌اس-۷۰، اس‌تی‌اس-۱۰۱ حضور داشته‌است.